# Ministro de Defensa de Israel
El ministro de Defensa de Israel (en hebreo: שר הביטחון , Sar HaBitakhon - literalmente: Ministro de Seguridad) es el jefe del Ministerio de Defensa en Israel. El puesto está considerado como el de segundo en relevancia dentro del Gobierno de Israel, y normalmente dispone de un ministro disputado. El ministro de Defensa de Israel es a su vez un miembro permanente del Gobierno de Seguridad de Israel. El actual ministro de Defensa Israelí es Israel Katz, del partido Likud, desde el 5 de noviembre de 2024.
Debido a la gran importancia del gabinete de defensa, los primeros ministros de Israel han administrado el ministerio a la vez que realizaban sus labores en la jefatura del gobierno; siete de los dieciséis ministros de Defensa fueron a la vez primeros ministros. Cuatro de ellos, (Moshé Dayán, Yitzhak Rabin, Ehud Barak y Shaul Mofaz) también fueron antiguos Ramatcal de las Fuerzas de Defensa Israelíes.
Entre las tareas del puesto, los ministros de Defensa de Israel pueden requerir detenciones administrativas. Debido al intensivo trabajo y a la tensión entre el poder político y el poder militar, los desacuerdos y las diferencias de opinión se crean muy a menudo entre el ministro de Defensa y el Ramatcal.

## Lista de ministros de Defensa israelíes
| Nombre               | Partido                | Período   |
| -------------------- | ---------------------- | --------- |
| David Ben-Gurión     | Mapai                  | 1948-1954 |
| Pinhas Lavon         | Mapai                  | 1954-1955 |
| David Ben-Gurión     | Mapai                  | 1955-1963 |
| Levi Eshkol          | Mapai/Alignment        | 1963-1967 |
| Moshé Dayán          | Alignment              | 1967-1974 |
| Shimon Peres         | Alignment              | 1974-1977 |
| Ezer Weizman         | Likud                  | 1977-1980 |
| Menachem Begin       | Likud                  | 1980-1981 |
| Ariel Sharón         | Likud                  | 1981-1983 |
| Moshe Arens          | Likud                  | 1983-1984 |
| Yitzhak Rabin        | Alignment              | 1984-1990 |
| Yitzhak Shamir       | Likud                  | 1990      |
| Moshe Arens          | Likud                  | 1990-1992 |
| Yitzhak Rabin        | Laborista              | 1992-1995 |
| Shimon Peres         | Laborista              | 1995-1996 |
| Yitzhak Mordechai    | Likud                  | 1996-1999 |
| Ehud Barak           | Laborista              | 1999-2001 |
| Binyamin Ben-Eliezer | Laborista              | 2001-2002 |
| Shaul Mofaz          | Likud                  | 2002-2006 |
| Amir Péretz          | Laborista              | 2006-2007 |
| Ehud Barak           | Laborista              | 2007-2013 |
| Moshé Yalón          | Likud                  | 2013-2016 |
| Avigdor Lieberman    | Yisrael Beiteinu       | 2016-2018 |
| Benjamín Netanyahu   | Likud                  | 2018-2019 |
| Naftali Bennett      | Nueva Derecha          | 2019-2020 |
| Benny Gantz          | Resiliencia por Israel | 2020-2022 |
| Yoav Galant          | Likud                  | 2022-2024 |
| Israel Katz          | Likud                  | 2024-act. |